# Cavenago di Brianza
Cavenago di Brianza ist eine norditalienische Gemeinde (comune) mit 7494 Einwohnern (Stand 31. Dezember 2023) in der Provinz Monza und Brianza in der Lombardei. Die Gemeinde liegt etwa 11 Kilometer östlich von Monza und etwa 22,5 Kilometer nordöstlich von Mailand am Parco Rio Vallone. Cavenago di Brianza grenzt unmittelbar an die Metropolitanstadt Mailand. 

## Geschichte
873 wird der Ort erstmals urkundlich erwähnt. Der Name entlehnt sich wie bei der varesischen Gemeinde Caponago von der lateinischen Ortsbezeichnung Caponiacum. Möglicherweise ist er aber auch jüngeren Ursprungs und ist Ca venationes entlehnt. 2009 wurde die Gemeinde von der Provinz Mailand in die neugegründete Provinz Monza und Brianza überführt.

## Verkehr
Cavenago di Brianza liegt mit einem Anschluss an der Autostrada A4 von Turin Richtung Bergamo / Venedig nach Triest. 